# Fred Richard
Frederick Nathaniel Richard, noto anche come Fred Richard (Boston, 23 aprile 2004) è un ginnasta statunitense.

## Biografia
È figlio di Carl e Ann-Marie Richard, rispettivamente di origine haitiana e dominicana. Ha due fratelli e una sorella. Ha iniziato a praticare la ginnastica artistica all'età di quattro anni.
Ai mondiali di Anversa 2023 ha ottenuto il bronzo nel concorso individuale, terminando alle spalle del giapponese Daiki Hashimoto e dell'ucraino Illja Kovtun, e nel concorso a squadre, con Asher Hong, Paul Juda, Yul Moldauer e Khoi Young.
A giugno 2024, ha partecipato ai Trials olimpici statunitensi, dove si è piazzato al primo posto nel concorso individuale (170,500), al terzo posto nel corpo libero (28,700), al nono posto nel cavallo con maniglie (27,050), al settimo posto negli anelli (27,650), al secondo posto nelle parallele simmetiche (29,850) e al primo posto nella sbarra (28,850). È stato convocato nella squadra olimpica degli Stati Uniti ai Giochi olimpici estivi di Parigi 2024.

## Palmarès
- Mondiali Anversa 2023: bronzo nel concorso individuale; bronzo nel concorso a squadre;

・  Giochi olimpici Parigi 2024:bronzo nel concorso a squadre;